# 香港愛情故事
《香港愛情故事》（英語：Hong Kong Love Stories）為香港電視廣播有限公司以外判班底製作的時裝愛情電視劇，由羅天宇、龔嘉欣及王敏奕領銜主演，並由龔慈恩、白彪、石修、游嘉欣、謝東閔、劉溫馨、莊鍶敏、林正峰、陳貝兒及徐文浩聯合演出，並由蔣家旻、梁証嘉、C君及葉童特別演出，編審何靜怡，監製林肯。
此劇為2020年香港國際影視展十一部推介劇集之一。此劇原為2021無綫節目巡禮十四部劇集之一。中國大陸由埋堆堆全網獨家播出。
此劇於《萬千星輝頒獎典禮2020》獲頒「最受歡迎短篇劇集」，龔嘉欣及白彪分別憑此劇奪得「最受歡迎電視女角色」及「最佳男配角」，此劇演員蔣家旻奪得「飛躍進步女藝員」，此劇於頒獎典禮上一共奪得四獎。

## 播出時間
| 頻道                    | 所在地               | 播映日期       | 播出時間              | 備註                   |
| ----------------------- | -------------------- | -------------- | --------------------- | ---------------------- |
| 翡翠台                  | 香港                 | 2020年12月7日  | 逢星期一至五晚上10:30 |                        |
| myTV SUPER點播區        | 香港                 | 2020年12月7日  | 逢星期一至五上架一集  | 提供粵語、國語版本     |
| TVB Anywhere點播區      | TVB Anywhere服務地區 | 2020年12月7日  | 逢星期一至五上架一集  | 提供粵語、國語版本     |
| Astro GO、On Demand     | 马来西亚             | 2020年12月7日  | 逢星期一至五上架一集  | 提供粵語、國語版本     |
| Astro AOD、Astro AOD HD | 马来西亚             | 2020年12月28日 | 逢星期一至五晚上9:30  |                        |
| 翡翠台 (東南亞)         | 菲律賓 · 马来西亚    | 2020年12月28日 | 逢星期一至五晚上9:30  |                        |
| 翡翠台 (東南亞)         | 新加坡               | 2021年1月11日  | 逢星期一至五晚上9:30  |                        |
| 星衛娛樂台              | 臺灣                 | 2023年6月18日  | 星期日21:40           | 連播三集 （首集22:30） |

## 故事大綱
故事背景定在香港，以陈子朗和邱凯琪这对情侣为主线，讲述了他们因土地问题而流离失所的经历。作为平面设计师和营销副经理，两人在困境中努力打拼。生活虽艰难，但他们互相扶持，勇敢面对各种困难和挑战。
子朗有两位性格迥异的妹妹，陈子欣和陈子婷。子欣是与众不同的摄影师，子婷则是品学兼优的大学生，两人都遇到了情感问题。
子朗和凯琪新婚后，居住在狭小的劏房，为追求安定生活而努力。他们不仅要应对空间不足带来的摩擦，还要处理双方父母的感情危机。在困境中，两人齐心协力，尝试实现置业梦想。然而，随着时间推移，他们似乎忘记了爱情的初衷。

## 每集主題
劇集在每一集的片頭均會展示該集的主題，每集主題如下：
| 集數 | 首播日期       | 主題                  |
| 1    | 2020年12月7日  | 香港愛情故事          |
| 2    | 2020年12月8日  | 愛是⋯⋯？              |
| 3    | 2020年12月9日  | 愛是恆久忍耐          |
| 4    | 2020年12月10日 | 愛情的理想與現實      |
| 5    | 2020年12月11日 | 愛很簡單              |
| 6    | 2020年12月14日 | 從此我們幸福快樂      |
| 7    | 2020年12月15日 | 留住最美一刻          |
| 8    | 2020年12月16日 | 愛得很寂寞            |
| 9    | 2020年12月17日 | 扭曲的愛情 扭曲的城市 |
| 10   | 2020年12月18日 | 也許相愛很難          |
| 11   | 2020年12月21日 | 這麼近 那麼遠         |
| 12   | 2020年12月22日 | 我只想好好戀愛        |

## 演員表

### 陳家
| 演員           | 角色   | 暱稱／關係 |
| 伍國明         |        | 嗜賭 陳漢聲之父，與其不和 陳漢光、陳漢明之父 莫少霞之家翁 陳子朗、陳子欣、陳子婷之爺爺 邱凱琪之太老爺 已去世，僅在回憶中出現（第6集） |
| 鄭惠坤         |        | 陳漢聲、陳漢光、陳漢明之母 莫少霞之家姑 陳子朗、陳子欣、陳子婷之嫲嫲 邱凱琪之太家姑 已去世，僅在回憶中出現（第6集） |
| 梁証嘉（青年） | 陳漢聲 | 阿聲、大聲公 本劇反派，後悔改 居於華富邨華翠樓 退休水電技工 傳統男人，說話嘮嘮嘈嘈、口沒遮攔，故全屋的成員難以忍受自己的行為，全屋只有陳子朗擺平自己 莫少霞之夫，夫妻關係冷淡，不太專重她，後分居並正在辦理離婚手續，結局暗示有破鏡重圓的機會 陳子朗、陳子欣、陳子婷之父 與陳子欣不和，後和好 邱凱琪之老爺 陳漢光、陳漢明之長兄 邱雄健、邱葉氏之親家老爺 李麗芬之繼親家老爺 邱凱傑之姻伯父 葉德銓、梁金水之姻侄子 與父親不和 於第11集開始改變自己壞習慣 |
| 白 彪          | 陳漢聲 | 阿聲、大聲公 本劇反派，後悔改 居於華富邨華翠樓 退休水電技工 傳統男人，說話嘮嘮嘈嘈、口沒遮攔，故全屋的成員難以忍受自己的行為，全屋只有陳子朗擺平自己 莫少霞之夫，夫妻關係冷淡，不太專重她，後分居並正在辦理離婚手續，結局暗示有破鏡重圓的機會 陳子朗、陳子欣、陳子婷之父 與陳子欣不和，後和好 邱凱琪之老爺 陳漢光、陳漢明之長兄 邱雄健、邱葉氏之親家老爺 李麗芬之繼親家老爺 邱凱傑之姻伯父 葉德銓、梁金水之姻侄子 與父親不和 於第11集開始改變自己壞習慣 |
| 蔣家旻（青年） | 莫少霞 | 少霞、阿霞、霞姐 居於華富邨華翠樓 家庭主婦／餐廳侍應 陳漢聲之妻，夫妻關係冷淡，不滿他，後分居並正在辦理離婚手續，結局暗示有破鏡重圓的機會 陳子朗、陳子欣、陳子婷之母 邱凱琪之奶奶 陳漢光、陳漢明之大嫂 邱雄健、邱葉氏之親家奶奶 李麗芬之繼親家奶奶 邱凱傑之姻伯母 葉德銓、梁金水之姻侄女 |
| 龔慈恩         | 莫少霞 | 少霞、阿霞、霞姐 居於華富邨華翠樓 家庭主婦／餐廳侍應 陳漢聲之妻，夫妻關係冷淡，不滿他，後分居並正在辦理離婚手續，結局暗示有破鏡重圓的機會 陳子朗、陳子欣、陳子婷之母 邱凱琪之奶奶 陳漢光、陳漢明之大嫂 邱雄健、邱葉氏之親家奶奶 李麗芬之繼親家奶奶 邱凱傑之姻伯母 葉德銓、梁金水之姻侄女 |
| 黃榮燊（青年） | 陳漢光 | 陳漢聲之弟，與其不和 陳漢明之次兄 莫少霞之二叔仔 陳子朗、陳子欣、陳子婷之二叔父 邱凱琪之二叔老爺 得到陳漢聲供書教學，但不知感恩圖報（第6、10集） |
| 魏惠文         | 陳漢光 | 陳漢聲之弟，與其不和 陳漢明之次兄 莫少霞之二叔仔 陳子朗、陳子欣、陳子婷之二叔父 邱凱琪之二叔老爺 得到陳漢聲供書教學，但不知感恩圖報（第6、10集） |
| 蘇麗明         |        | 陳漢光之妻 陳漢聲之弟婦，與其不和 莫少霞之妯娌 陳子朗、陳子欣、陳子婷之二嬸 邱凱琪之二叔奶奶 說話醃酸刻薄（第6、10集） |
| 莫俊森（青年） | 陳漢明 | 陳漢聲、陳漢光之三弟 莫少霞之三叔仔 陳子朗、陳子欣、陳子婷之三叔父 邱凱琪之三叔老爺（第6集） |
| 崔錦棠         | 陳漢明 | 陳漢聲、陳漢光之三弟 莫少霞之三叔仔 陳子朗、陳子欣、陳子婷之三叔父 邱凱琪之三叔老爺（第6集） |
| 鄭家傑（童年） | 陳子朗 | Ronny、子朗、阿朗 居於華富邨華翠樓 連鎖茶餐廳的平面設計師 陳漢聲、莫少霞之長子 陳漢光、陳漢明之大侄子 陳子欣、陳子婷之兄 邱凱琪之同事兼男友，後向其求婚並成為其未婚夫，於第6集成為其夫 邱雄健、邱葉氏之女婿 李麗芬之繼女婿，並不喜歡其 邱凱傑之姐夫 葉德銓、梁金水之外孫女婿 盛曉彤之下屬 何仲恒之好友 於第8集轉職，但於第12集重返原公司 於第10集買樓因銀行造揭不足而須撻訂，事後又與邱凱琪因買樓問題爭執而分居，於第12集復合                           |
| 羅天宇         | 陳子朗 | Ronny、子朗、阿朗 居於華富邨華翠樓 連鎖茶餐廳的平面設計師 陳漢聲、莫少霞之長子 陳漢光、陳漢明之大侄子 陳子欣、陳子婷之兄 邱凱琪之同事兼男友，後向其求婚並成為其未婚夫，於第6集成為其夫 邱雄健、邱葉氏之女婿 李麗芬之繼女婿，並不喜歡其 邱凱傑之姐夫 葉德銓、梁金水之外孫女婿 盛曉彤之下屬 何仲恒之好友 於第8集轉職，但於第12集重返原公司 於第10集買樓因銀行造揭不足而須撻訂，事後又與邱凱琪因買樓問題爭執而分居，於第12集復合                           |
| 龔嘉欣         | 邱凱琪 | Katy、琪琪 陳子朗之同事兼女友，被其求婚後成為其未婚妻，於第6集成為其妻 陳漢聲、莫少霞之媳婦 陳子欣、陳子婷之大嫂 陳漢光、陳漢明之侄媳婦 參見邱家 |
| 紀心怡（童年） | 陳子欣 | 大妹、Shay、子欣、阿欣 曾居於華富邨華翠樓，但已搬出跟文靖租樓同居 攝影師／自由工作者／劈腿族 性格反叛 陳漢聲、莫少霞之次女，與陳漢聲不和 陳漢光、陳漢明之二侄女 陳子朗之妹 陳子婷之二姊 邱凱琪之二姑仔 邱雄健、邱葉氏、李麗芬之姻侄女 文靖之閨蜜 與紀家希有錯綜複雜的感情線 Hogan、Larry、斯文男之一夜情夥伴 紀家希之霧水情人 |
| 王敏奕         | 陳子欣 | 大妹、Shay、子欣、阿欣 曾居於華富邨華翠樓，但已搬出跟文靖租樓同居 攝影師／自由工作者／劈腿族 性格反叛 陳漢聲、莫少霞之次女，與陳漢聲不和 陳漢光、陳漢明之二侄女 陳子朗之妹 陳子婷之二姊 邱凱琪之二姑仔 邱雄健、邱葉氏、李麗芬之姻侄女 文靖之閨蜜 與紀家希有錯綜複雜的感情線 Hogan、Larry、斯文男之一夜情夥伴 紀家希之霧水情人 |
| 黃巧兒（童年） | 陳子婷 | 二妹、Kelly、子婷、檸檬女神 居於華富邨華翠樓 工商管理學士一年級大學生 陳漢聲、莫少霞之幼女 陳漢光、陳漢明之幼侄女 陳子朗、陳子欣之妹 邱凱琪之三姑仔 邱雄健、邱葉氏、李麗芬之姻侄女 徐浩楠之大學同學，於第2集成為其女友，於第10集被其得知一腳踏兩船並與其分手 周帆之女友，於第11集因結婚及生育意見分歧而分手 於第1集因拒絕Eric的表白而被稱為「檸檬女神」 被邱凱傑視為「女神」並被其暗戀                                                                  |
| 游嘉欣         | 陳子婷 | 二妹、Kelly、子婷、檸檬女神 居於華富邨華翠樓 工商管理學士一年級大學生 陳漢聲、莫少霞之幼女 陳漢光、陳漢明之幼侄女 陳子朗、陳子欣之妹 邱凱琪之三姑仔 邱雄健、邱葉氏、李麗芬之姻侄女 徐浩楠之大學同學，於第2集成為其女友，於第10集被其得知一腳踏兩船並與其分手 周帆之女友，於第11集因結婚及生育意見分歧而分手 於第1集因拒絕Eric的表白而被稱為「檸檬女神」 被邱凱傑視為「女神」並被其暗戀                                                                  |

### 邱家／葉家
| 演員   | 角色   | 暱稱／關係 |
| 蔡國慶 | 葉德銓 | 銓叔 水果小販 居於元朗 梁金水之夫 葉倩如之父 邱雄健之岳父 邱凱琪、邱凱傑之外公 陳子朗之太岳父 陳漢聲、莫少霞、李麗芬之姻伯父 患有腦退化症 |
| 馮素波 | 梁金水 | 水嬸 水果小販 居於元朗 葉德銓之妻 葉倩如之母 邱雄健之岳母 邱凱琪、邱凱傑之外婆 陳子朗之太岳母 陳漢聲、莫少霞、李麗芬之姻伯母 |
| 石 修  | 邱雄健 | 邱Sir 退休海關关员 居於天水圍天耀邨 傳統男人 邱凱琪、邱凱傑之父 葉倩如、李麗芬之夫 與李麗芬的時尚觸覺不合 葉德銓、梁金水之女婿 陳子朗之岳父，並看不起其 陳漢聲、莫少霞之親家老爺 陳子欣、陳子婷之姻伯父 李日暉之繼父 於第2集登場                                       |
| 王宜華 | 葉倩如 | 葉德銓、梁金水之亡女 邱雄健之亡妻 邱凱琪、邱凱傑之亡母 陳子朗之亡岳母 陳漢聲、莫少霞之亡親家奶奶 陳子欣、陳子婷之亡姻伯母 一年前因交通意外而去世，僅在回憶中出現，墓碑寫名為林倩如                                                                                     |
| 劉溫馨 | 李麗芬 | 小芬、阿芬、臭芬（邱凱琪、陳子朗專稱） 越南華僑 李日暉之母 邱雄健之第二任妻子 與邱雄健的時尚觸覺不合 邱凱琪、邱凱傑之繼母，與其年紀相若 陳子朗之繼岳母 陳漢聲、莫少霞之繼親家奶奶 陳子欣、陳子婷之姻伯母 葉德銓、梁金水之姻侄女 於第2集登場 名字谐音:你离婚            |
| 龔嘉欣 | 邱凱琪 | 凱琪、琪琪 連鎖茶餐廳市場推廣部副經理 居於天水圍天耀邨 邱雄健、葉倩如之長女 葉德銓、梁金水之外孫女 李麗芬之繼女，與其年紀相若 邱凱傑之姊 紀家希之中學同學 盛曉彤之下屬 於第10集買樓因銀行造揭不足而須撻訂，事後又與陳子朗因買樓問題爭執而分居，但於第12集復合 參見陳家 |
| 林正峰 | 邱凱傑 | 凱傑、阿傑 宅男廢青／商場停車場的保安 居於天水圍天耀邨 邱雄健、葉倩如之次子 葉德銓、梁金水之外孫 李麗芬之繼子 邱凱琪之弟 陳子朗之小舅子 陳漢聲、莫少霞之姻侄子 視陳子婷為「女神」並暗戀其                                                                              |
| 熊倬樂 | 李日暉 | 暉仔、阿暉 李麗芬之子 邱雄健之繼子 邱凱琪、邱凱傑之繼弟 陳子朗之繼舅仔 陳漢聲、莫少霞之姻侄子 於第2集登場 向小學同學Monica表白，但被其拒絕 |

### 其他演員
| 演員           | 角色     | 暱稱／關係 |
| 謝東閔         | 紀家希   | Heyman、阿希、紀生 藝術家／藝術平台創辦人／藝評人 年少成名帶來的誘惑令自己早年荒唐歲月、反叛風流 遇上Celia後決定修心養性，但陳子欣的出現讓自己再次墜入情感禁區 五年前因服藥過量昏迷入院被Celia所救，成為其男友，於第12集成為其夫 邱凱琪之中學同學 陳子欣之友，於第8集與其發生一夜情 從陳子欣身上看到她有成為出色攝影師的條件，想要栽培她，與其有錯綜複雜的感情線 於第10集與陳子欣分手 因情場浪子作風被文靖針對 |
| 莊鍶敏         | 盛曉彤   | Sophia、女魔頭 連鎖茶餐廳市場部營運總監 單身人士 陳子朗、邱凱琪之上司 對下屬雞蛋挑骨頭 表面上剛強，針對非單身人士，實則內心寂寞及孤獨 |
| 陳貝兒         | 李廷均   | Chris 攝影大師 與陳子欣不和，後為其師傅 |
| 徐文浩         | 徐浩楠   | Hugo 大學生 陳子婷之大學同學，於第2集成為其男友，於第10集得知其一腳踏兩船並與其分手 Ida之單戀對象 |
| 劉子碩         | 周 帆    | Rance 周吳巧玲之子 來自新加坡的留學生 陳子婷之男友，於第11集因結婚及生育意見分歧而分手 於第4集登場 |
| 糖 妹          | 文 靖    | 阿靖 廣告製片 陳子欣之室友兼閨密 方嘉良之女友 不滿紀家希情場浪子作風而針對其 |
| 林景程         | 何仲     | Henry 地產經紀 陳子朗之好友 麥寶兒之夫 陳子朗、邱凱琪為自己的客人，但經常揶揄他們買不起房子 曾擁有數層物業，後炒輸孖展失去物業並欠債 |
| C 君           | Marco    | 盛曉彤之網上男友（第7集） （特別演出） |
| 葉 童          | 周吳巧玲 | 周帆之母 新加坡人 不喜歡陳子婷，認爲其配不上周帆 （特別演出） |
| 黃頌明         | Ida      | 港青女籃代表隊成員 大學生 徐浩楠之好友，並鍾情其 針對陳子婷 |
| 麥皓兒         | 麥寶兒   | 何仲恒之妻 於第9集登場 |
| 孔德賢         | Eric     | Chef Lemon 大學生 陳子婷之鄰居 於第1集向陳子婷表白，但被其拒絕 |
| 李嘉豪         | Franky   | 大學生 徐浩楠之好友 |
| 杜穎珊         | 菲       | 大學生 |
| 陳柏仁         | Brian    | 大學生 |
| 吳佩隆         |          | 大學生 徐浩楠之朋友 |
| 劉頌鵬         |          | 大學生 徐浩楠之朋友 |
| 徐玟晴         | 小 梅    | 連鎖茶餐廳市場部職員 陳子朗、邱凱琪之同事 |
| 蔡菀庭         | Cindy    | 連鎖茶餐廳市場部職員 陳子朗、邱凱琪之同事 |
| 張翼東         | Roger    | 連鎖茶餐廳市場部職員 陳子朗、邱凱琪之同事 |
| 杜亦謙         |          | 賓館職員（第1集） |
| 陶德信         |          | 賓館阿叔（第1集） |
| 黃子恆         | Larry    | 攝影師 陳子欣之工作夥伴，並對其有好感 與陳子欣發生一夜情後被對方拋棄而感不惑（第1集） |
| 施天平         |          | 準新郎（第1集） |
| 戴雅婷         |          | 準新娘（第1集） |
| 游莨維         | 朱教授   | 大學講師（第1、4、9、12集） |
| 林俊傑         |          | 豪宅保安（第1、4集） |
| 黃梓維         |          | 男乘客（第1集） |
| 許思敏         | 群 姐    | 連鎖茶餐廳市場部清潔工人（第1、8、10集） |
| 鄒兆霆         |          | 酒保（第1、5、11集） |
| 鄧嘉傑         |          | 紀家希之朋友（第1集） |
| 施思華         |          | 紀家希之朋友（第1、5集） |
| 丁樂鍶         |          | 紀家希之粉絲（第1集） |
| 汪小薇         |          | 紀家希之粉絲（第1集） |
| 楊證樺         |          | 保安（第1、4、7、10集） |
| 黃嘉樂         | Hogan    | 與陳子欣發生一夜情（第1集） |
| 湯紹廷         |          | 籃球教練（第1集） |
| 莫偉峰         |          | 籃球球證（第1集） |
| 曾淑雅         | Celia    | 醫生 紀家希之女友，後為其妻（第2、7、12集） |
| 區靄玲         | 菊 姐    | 港家茶餐廳伙計（第2、4－6、9－10集） |
| 鄧智堅         |          | 港家茶餐廳經理（第2、4－6、9集） |
| 袁鎮業         |          | 斯文男 與陳子欣發生一夜情（第2、5集） |
| 梁 夢          |          | 知客（第2集） |
| 曾慧雲         |          | 茶客（第2集） |
| 曾健明         |          | 茶客（第2集） |
| 鄭嬅           |          | 同鄉（第2集） |
| 陳曼娜         |          | 同鄉（第2集） |
| 李傑樺         |          | 男社工（第2集） |
| 梁頴漓         |          | 旅館職員（第2集） |
| 鄧詠麟         |          | 準新郎（第2集） |
| 周丹楓         |          | 酒吧客人（第2集） |
| 張子龍         |          | 食店客人（第2集） |
| 李志誠         |          | 食店客人（第2集） |
| 杜偉文         |          | 食店客人（第2集） |
| 黃嘉倫         |          | 食店職員（第2集） |
| 吳天佑         | 方嘉良   | 夏威夷風光 廣告導演 文靖之男友（第3、5、9、11集） |
| 秦啟維         | 魏 生    | 盛曉彤之上司（第3－4、7集） |
| 唐嘉麟         |          | 大學餐廳職員（第3、6－7、9集） |
| 鄭詠謙         |          | 議員律師（第3集） |
| 利穎怡         |          | 社工（第3、6集） |
| 曾展望         |          | 陳欣茵之男友（第3－4集） |
| 陳欣茵         |          | 曾展望之女友（第3－4集） |
| 李頊珩         |          | 尤蔭蔭之夫（第3－4集） |
| 尤蔭蔭         |          | 李頊珩之妻（第3－4集） |
| 梁洛澄         |          | 李頊珩、尤蔭蔭之女（第3－4集） |
| 袁大江         |          | 梁卓美之夫（第3－4集） |
| 梁卓美         |          | 袁大江之妻（第3－4集） |
| 冼康正         |          | 助教（第4集） |
| 何嘉欣         |          | 睇樓客人（第5集） |
| 陳承軒         |          | 侍應（第5－6集） |
| 沈可欣         |          | 地產經紀 何仲恒之上司（第6、8、10集） |
| 蘇逴殷（青年） | 細       | 陳漢聲、莫少霞之好友（第6集） |
| 區軒瑋         | 細       | 陳漢聲、莫少霞之好友（第6集） |
| 彭翔翎         | 利       | 陳漢聲、莫少霞之好友（第6集） |
| 李佩貞         | 利       | 陳漢聲、莫少霞之好友（第6集） |
| 莫偉文         | 黃 仔    | 陳漢聲之街坊（第6、8－9集） |
| 黃梓瑋         |          | 天氣報告主播（第6集） |
| 郭 彥          |          | 陳漢明（青年）之女友（第6集） |
| 區偉權         |          | 莫少霞之父 陳漢聲之岳父 陳子朗、陳子欣、陳子婷之外公 邱凱琪之太老爺 陳漢光、陳漢明之姻伯父 已去世，僅在回憶中出現（第6集） |
| 王雁芝         |          | 李麗芬之同鄉（第6集） |
| 王凌燕         |          | 李麗芬之同鄉（第6集） |
| 曹英發         | 阿 鐘    | （第6、9集） |
| 鄒國基         |          | 捉棋友人（第6、9集） |
| 尹詩沛         |          | 於第8至12集成為陳子朗的新公司上司 為人刻薄，對下屬態度惡劣及強迫下屬超時工作（第7、8、11、12集） |
| 董敬文         | 鬼       | 紀家希之好友（第7集） |
| 馬冠緯         | Mario    | （第7集） |
| 李佩佩         |          | Mario之母（第7集） |
| 鍾雪瑩         | 西西利   | 邱凱傑之兼職女友，後為其好友 夢想成為韓國女團成員，於第12集以劇情交待夢想實現（第8、11集） |
| 梁愷婧         |          | 夾公仔女孩（第8－9、12集） |
| 陳建全         |          | 洗衣店客人（第8－9、12集） |
| 鄭浩軍         |          | 洗衣店客人（第8－9、12集） |
| 莫家淦         | 新       | 陳子朗之好友（第9－10集） |
| 馬俊傑         | 霆       | 陳子朗之好友（第9－10集） |
| 余寶宏         |          | 銀行經紀（第9集） |
| 張國濂         |          | 社交舞蹈員（第9、12集） |
| 陳浩麟         |          | 社交舞蹈員（第9、12集） |
| 鍾彩           |          | 社交舞蹈員（第9、12集） |
| 張 民          |          | 社交舞蹈員（第9、12集） |
| 梁惠娟         |          | 社交舞蹈員（第9、12集） |
| 陳甘鳳         |          | 社交舞蹈員（第9、12集） |
| 馬嘉均         |          | 地產經紀（第10集） |
| 周麗欣         | Amy      | 邱凱琪之朋友 與邱凱琪相約野餐，得知其目的是借錢後急著離開（第10集） |
| 吳珮如         | Yuki     | 邱凱琪之朋友 與邱凱琪相約野餐，得知其目的是借錢後急著離開（第10集） |
| 張詩欣         | Connie   | 邱凱琪之朋友 與邱凱琪相約野餐，得知其目的是借錢後急著離開（第10集） |
| 祝文君         |          | 校長 |
| 李翰斌         |          | 醫生（第11集） |
| 周德禮         |          | 護士（第11集） |
| 鄭玲紅         |          | 護士（第11集） |
| 葉懷謙         |          | 訪問主持（第12集） |
| 何子騰         |          | 骨灰龕職員（第12集） |

## 獎項

### 萬千星輝頒獎典禮2020
| 年份 | 獎項                    | 單位                                | 結果     |
| ---- | ----------------------- | ----------------------------------- | -------- |
| 2020 | 最佳劇集                | 香港愛情故事                        | 最後三強 |
| 2020 | 最受歡迎短篇劇集        | 香港愛情故事                        | 獲獎     |
| 2020 | 馬來西亞最喜愛TVB劇集   | 香港愛情故事                        | 提名     |
| 2020 | 最佳男主角              | 陳子朗（羅天宇 飾）                 | 提名     |
| 2020 | 最受歡迎電視男角色      | 陳子朗（羅天宇 飾）                 | 最後五強 |
| 2020 | 馬來西亞最喜愛TVB男主角 | 陳子朗（羅天宇 飾）                 | 提名     |
| 2020 | 最受歡迎電視女角色      | 邱凱琪（龔嘉欣 飾）                 | 獲獎     |
| 2020 | 最受歡迎電視女角色      | 陳子欣（王敏奕 飾）                 | 提名     |
| 2020 | 最佳男配角              | 何仲恒（林景程 飾）                 | 提名     |
| 2020 | 最佳男配角              | 陳漢聲（白彪 飾）                   | 獲獎     |
| 2020 | 最佳女配角              | 莫少霞（龔慈恩 飾）                 | 提名     |
| 2020 | 飛躍進步男藝員          | 紀家希（謝東閔 飾）                 | 最後五強 |
| 2020 | 飛躍進步女藝員          | 莫少霞（蔣家旻 飾）                 | 獲獎     |
| 2020 | 最受歡迎電視歌曲        | 《愛情事》（連詩雅 主唱）           | 提名     |
| 2020 | 最受歡迎電視歌曲        | 《哭牆》（谷婭溦主唱）              | 最後三強 |
| 2020 | 最受歡迎電視歌曲        | 《逆流直上》（謝東閔、戴祖儀 主唱） | 提名     |
| 2020 | 最受歡迎電視歌曲        | 《離開有甚麼可怕》（劉子碩 主唱）   | 提名     |

## 收視
本劇於香港無綫電視翡翠台及myTV SUPER七日跨平台總收視之紀錄：
| 週次 | 集數   | 日期                     | 平均收視 | 最高收視 | 備註                                                 |
| 1    | 1－5   | 2020年12月7日－11月11日  | 20.1點   | 21.3點   | 第1集七天跨平台總收視21.3點，成為本週最高收視的一集  |
| 2    | 6－10  | 2020年12月14日－12月18日 | 20.8點   | 22.1點   | 第10集七天跨平台總收視22.1點，成為本週最高收視的一集 |
| 3    | 11－12 | 2020年12月21日－12月22日 | 24.2點   | 24.7點   | 第12集七天跨平台總收視24.7點，成為本劇最高收視的一集 |
| 全劇 | 全劇   | 全劇                     | 21.7點   | 24.7點   | 不適用                                               |

## 製作
- 2020年1月3日：此劇於在將軍澳工業邨駿才街77號電視廣播城一廠Common Room舉行試造型會暨開鏡拜神儀式。[6]

## 歌曲
本劇於在YouTube、网络以及电视上所找到此剧歌曲。
| 主唱           | 歌曲                                  | 作曲   | 填詞   | 編曲       | 歌曲監製       | 用作   | 用作   | 用作 | 歌曲提供             |
| 主唱           | 歌曲                                  | 作曲   | 填詞   | 編曲       | 歌曲監製       | 主題曲 | 片尾曲 | 插曲 | 歌曲提供             |
| 連詩雅         | 愛情事 （页面存档备份，存于）         | 張家誠 | 張美賢 | Johnny Yim | 何哲圖、韋景雲 |        |        |      | 星梦娱乐集团有限公司 |
| 谷婭溦         | 哭牆 （页面存档备份，存于）           | 朱俊傑 | 詩詞   | Johnny Yim | 何哲圖、韋景雲 |        |        |      | 星梦娱乐集团有限公司 |
| 謝東閔、戴祖儀 | 逆流直上 （页面存档备份，存于）       | 張家誠 | 張美賢 | Johnny Yim | 何哲圖、韋景雲 |        |        |      | 星梦娱乐集团有限公司 |
| 劉子碩         | 離開有甚麼可怕 （页面存档备份，存于） | 朱俊傑 | 楊 熙  | Johnny Yim | 何哲圖、韋景雲 |        |        |      | 星梦娱乐集团有限公司 |

## 外部連結
- 《香港愛情故事》香港，還可以戀愛嗎？- TVB Weekly （页面存档备份，存于）
- 豆瓣电影上《香港愛情故事》的資料 （简体中文）
- 《香港愛情故事》拍攝跟蹤 - TVB 劇集情報社 （页面存档备份，存于）

## 電視節目的變遷

### 香港播放
| 香港 無綫電視翡翠台 星期一至五 22:30－23:30 時段                                                                       | 香港 無綫電視翡翠台 星期一至五 22:30－23:30 時段   | 香港 無綫電視翡翠台 星期一至五 22:30－23:30 時段 |
| --- | -------------------------------------------------- | ------------------------------------------------ |
| | 香港愛情故事 （2020年12月7日－2020年12月22日）     |                                                  |
| 鼎爺做節攻略 （2020年11月30日－2020年12月4日）（22:30－23:00）晚間新聞 （2017年5月8日－2020年12月4日）（23:00－23:30） | 再見2020 你還好嗎 （2020年12月23日－2021年1月1日） |                                                  |

### 香港以外地區播放
| 新加坡翡翠台 星期一至五 21:30－22:30 ·              | 新加坡翡翠台 星期一至五 21:30－22:30 ·        | 新加坡翡翠台 星期一至五 21:30－22:30 · |
| --------------------------------------------------- | --------------------------------------------- | -------------------------------------- |
|                                                     | 香港愛情故事 （2021年1月11日－2021年1月22日） |                                        |
| 燕雲台 （第1-20集） （2020年12月28日－2021年1月8日) | 陀槍師姐2021 （2021年1月25日－2021年3月5日）  |                                        |

| 马来西亚、 菲律賓 翡翠台 星期一至五 21:30－22:30 · | 马来西亚、 菲律賓 翡翠台 星期一至五 21:30－22:30 · | 马来西亚、 菲律賓 翡翠台 星期一至五 21:30－22:30 · |
| -------------------------------------------------- | -------------------------------------------------- | -------------------------------------------------- |
|                                                    | 香港愛情故事 （2020年12月28日－2021年1月12日）     |                                                    |
| 踩過界II （2020年11月16日－2020年12月24日）        | 機動部隊2019 （2021年1月14日－2021年1月15日）      |                                                    |

| 马来西亚 Astro AOD、Astro AOD HD 星期一至五 21:30－22:30 · | 马来西亚 Astro AOD、Astro AOD HD 星期一至五 21:30－22:30 ·                 | 马来西亚 Astro AOD、Astro AOD HD 星期一至五 21:30－22:30 · |
| ---------------------------------------------------------- | -------------------------------------------------------------------------- | ---------------------------------------------------------- |
|                                                            | 香港愛情故事 （2020年12月28日－2021年1月12日）                             |                                                            |
| 踩過界II （2020年11月16日－2020年12月24日）                | 機動部隊2019 （2021年1月14日－2021年1月15日） （2019年在Astro 华丽台首播） |                                                            |

| 翡翠台香港時區 星期一至五 21:30－22:30      | 翡翠台香港時區 星期一至五 21:30－22:30         | 翡翠台香港時區 星期一至五 21:30－22:30 |
| ------------------------------------------- | ---------------------------------------------- | -------------------------------------- |
|                                             | 香港愛情故事 （2020年12月28日－2021年1月12日） |                                        |
| 踩過界II （2020年11月16日－2020年12月24日） | 機動部隊2019 （2021年1月13日－2021年1月14日）  |                                        |

| 澳洲 翡翠台 星期二至六 21:30－22:30         | 澳洲 翡翠台 星期二至六 21:30－22:30            | 澳洲 翡翠台 星期二至六 21:30－22:30 |
| ------------------------------------------- | ---------------------------------------------- | ----------------------------------- |
|                                             | 香港爱情故事 （2020年12月29日－2021年1月13日） |                                     |
| 踩過界II （2020年11月17日－2020年12月25日） | 機動部隊2019 （2021年1月14日－2021年1月15日）  |                                     |

| 美国 TVB1 星期一至五 劇場 東岸時間 21:00－22:00                                 | 美国 TVB1 星期一至五 劇場 東岸時間 21:00－22:00                                   | 美国 TVB1 星期一至五 劇場 東岸時間 21:00－22:00 |
| ------------------------------------------------------------------------------- | --------------------------------------------------------------------------------- | ----------------------------------------------- |
|                                                                                 | 香港愛情故事 （2021年1月6日－2021年1月21日）                                      |                                                 |
| 非凡三俠 （2020年12月28日－2021年1月4日） 愛情來的時候 - 新加坡 （2021年1月5日) | 愛情來的時候 (韓國) （2021年1月22日) 陀槍師姐2021 （2021年1月25日－2021年3月7日） |                                                 |

| 美国 TVBSF 星期一至五 黃金劇場 西岸時間 22:00－23:00                          | 美国 TVBSF 星期一至五 黃金劇場 西岸時間 22:00－23:00                               | 美国 TVBSF 星期一至五 黃金劇場 西岸時間 22:00－23:00 |
| ----------------------------------------------------------------------------- | ---------------------------------------------------------------------------------- | ---------------------------------------------------- |
|                                                                               | 香港愛情故事 （2020年1月6日－2021年1月21日）                                       |                                                      |
| 非凡三俠 （2020年12月28日－2021年1月5日） 愛情來的時候 (韓國) （2021年1月5日) | 愛情來的時候2 (德國) （2021年1月22日) 陀槍師姐2021 （2021年1月25日－2021年3月7日） |                                                      |

| 加拿大 新时代电视2高清台 星期一至五 西岸時間/温哥华 17:30－18:30 | 加拿大 新时代电视2高清台 星期一至五 西岸時間/温哥华 17:30－18:30 | 加拿大 新时代电视2高清台 星期一至五 西岸時間/温哥华 17:30－18:30 |
| ---------------------------------------------------------------- | ---------------------------------------------------------------- | ---------------------------------------------------------------- |
|                                                                  | 香港愛情故事 （2020年12月28日－2021年1月21日）                   |                                                                  |
| 踩過界II （2020年11月16日－2020年12月24日）                      | 机动部队2019 （2021年1月13日－2021年1月14日）                    |                                                                  |
| 星期一至五 东岸時間/多伦多 20:30－21:30                          |                                                                  |                                                                  |
| 踩過界II （2020年11月16日－2020年12月24日）                      | 香港愛情故事 （2020年12月28日－2021年1月21日）                   | 机动部队2019 （2021年1月13日－2021年1月14日）                    |

| 新加坡 HUB娛家戲劇台 星期六和日 20:00 - 21:45（连播两集） | 新加坡 HUB娛家戲劇台 星期六和日 20:00 - 21:45（连播两集） | 新加坡 HUB娛家戲劇台 星期六和日 20:00 - 21:45（连播两集） |
| --------------------------------------------------------- | --------------------------------------------------------- | --------------------------------------------------------- |
|                                                           | 香港愛情故事 （2021年3月21日－2021年4月10日）             |                                                           |
| 破茧 （2021年2月7日－2021年3月20日）                      | 迷雾追踪                                                  |                                                           |